# Полуправильная переменная звезда

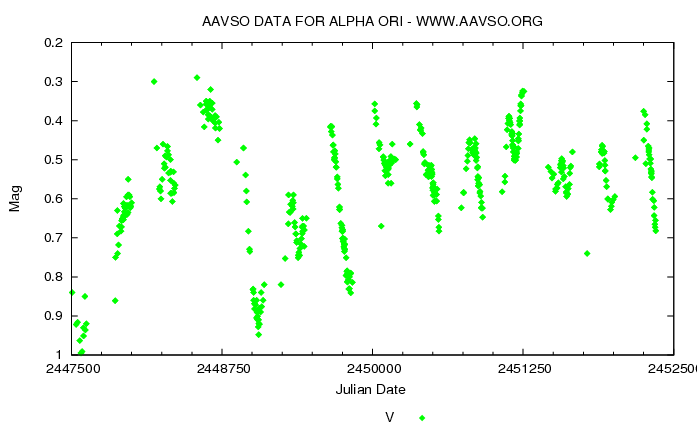
Кривая блеска полуправильной переменной звёзды Бетельгейзе

Полуправильные переменные звёзды — долгопериодические пульсирующие переменные звёзды с заметной периодичностью и значительными неправильностями в изменениях блеска. Эти звёзды — гиганты или сверхгиганты промежуточного и позднего спектрального типа, показывающие значительную периодичность их яркостных изменений, сопровождаемых или иногда прерываемых различными нарушениями. Периоды изменений их блеска  лежат в диапазоне от 20 до 2000 и более  дней, в то время как формы кривых блеска могут быть различными и даже переменными с каждым циклом. Амплитуды кривой блеска могут составлять от нескольких сотых до нескольких величин (обычно 1-2 m в V-фильтре).

## Классификация
Полуправильные переменные звёзды были разделены на четыре категории ещё много десятилетий назад, а пятая, связанная с ними группа, была определена в последнее время. Первоначальные определения четырёх основных групп были формализованы в 1958 году на десятой Генеральной ассамблее Международного астрономического союза (МАС). Общий каталог переменных звезд (ОКПЗ) обновил определения с некоторыми дополнениями и предоставил более новые эталонные звезды, где старые примеры, такие как S Лисички, были переклассифицированы.
Полуправильные переменные обозначаются SR (от англ. semiregular) разделяются на несколько подтипов:
| Обозначение | Описание | Периодичность | Амплитуда переменности | Примеры                                                                                              |
| ----------- | --- | --- | ---------------------- | --- |
| SRA         | Гиганты поздних спектральных классов (M, C, S или Me, Ce, Se), многие имеют в спектре эмиссионные линии        | Хорошо выражена, периоды лежат в пределах 35—1200 дней | <2,5m                  | Z Водолея                                                                                            |
| SRB         | Гиганты поздних спектральных классов (M, C, S или Me, Ce, Se)                                                  | Плохо выражена. У части звёзд наблюдается наличие одновременно нескольких периодов. Квазипериодические изменения могут временами уступать место медленным неправильным колебаниям и даже почти постоянному блеску. Тем не менее можно выделить главный цикл, средняя продолжительность которого — от 20 до 2300 дней. |                        | R Лиры, AF Лебедя, RR Северной Короны                                                                |
| SRC         | Сверхгиганты поздних классов (M, C, S или Me, Ce, Se)                                                          | От 30 до нескольких тысяч дней | около 1m               | μ Цефея («Гранатовая» звезда Гершеля), RW Лебедя, Бетельгейзе (α Ориона) и Рас Альгети (α Геркулеса) |
| SRD         | Гиганты и сверхгиганты промежуточных спектральных классов F, G, или K, иногда с эмиссионными линиями в спектре | 30—1100 дней | от 0,1m до 4m          | SV Большой Медведицы, SX Геркулеса, S Лисички, UU Геркулеса, AG Возничего                            |
| SRS         | Красные гиганты                                                                                                | Короткий период от нескольких дней до месяца |                        | AU Овна                                                                                              |

## Пульсации
Полуправильные переменные звёзды, в частности, подклассы SRa и SRb, часто группируют с миридами в единый класс долгопериодических переменных звёзд. В других ситуациях этот термин расширяется, чтобы охватить почти все холодные пульсирующие звезды. Полуправильные переменные звёзды имеют много общего с миридами, за исключением того, что мириды обычно пульсируют в нормальном режиме, а полуправильные гиганты — в одном или нескольких обертонах.
Фотометрические исследования в Большом Магеллановом Облаке, с помощью которых ищут события гравитационного микролинзирования, показали, что по существу все холодные проэволюционировавшие звёзды являются переменными, причем самые крупные из них показывают очень большие амплитуды изменения яркости, а более теплые звезды — только микро-вариации. Полуправильные переменные звёзды попадают в одну из пяти основных последовательностей отношений периода и яркости, отличаясь от мирид только пульсированием в режиме обертонов. А близкие к ним по типу звёзды OSARG (OGLE small amplitude red giant — красные гиганты с малой амплитудой, открытые в рамках проекта OGLE) пульсируют в неизвестном режиме.
Многие полуправильные переменные показывают длительные вторичные периоды в десять раз большие основного периода пульсации с амплитудами в несколько десятых долей на видимых длинах волн. Причина таких пульсаций неизвестна.

## Примеры

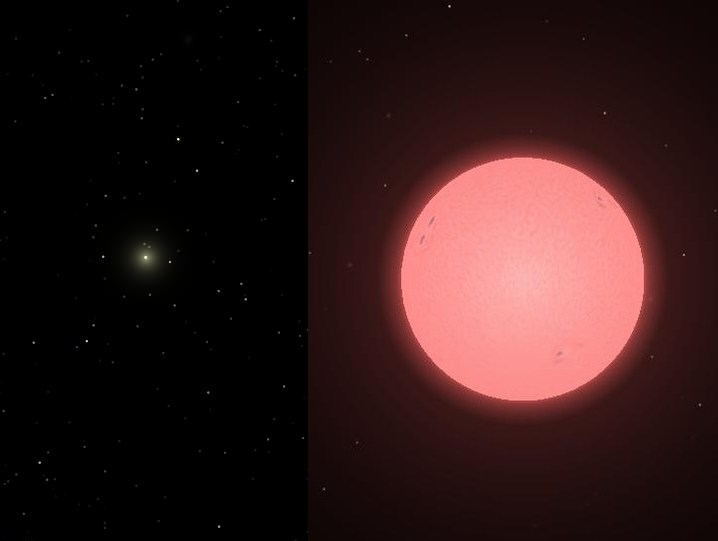
Y Гончих Псов — типичный представитель звёзд данного типа

Эта Близнецов — самая яркая переменная SRa, а также спектрально-двойная звезда. GZ Пегаса — это SRa-переменная и звезда S-типа с максимальной величиной 4,95m. В справочниках T Центавра указана как наиболее яркий пример SRa-звезды, но предполагается, что она фактически может быть переменной типа RV Тельца, что сделало бы её самым ярким членом этого класса.
Есть множество звезд SRb-типа, видимых невооруженным глазом, при этом лучше всего видима L2 Кормы, самая яркая из представленных в ОКПЗ. Сигма Весов и Ро Персея также являются звездами SRb-типа третьей величины при максимальной яркости. Бета Журавля является звездой второй величины и классифицированной в ОКПЗ как медленная нерегулярная переменная, но в других работах она относится к типу SRa . Эти четыре звезды являются гигантами класса M, хотя некоторые SRb-переменные являются углеродными звездами, такие как звезды UU Возничего, или S-типа, такие как Пи1 Журавля.
Многие звезды SRd-типа представляют собой чрезвычайно яркие гипергиганты, в том числе видимые невооруженным глазом Ро Кассиопеи, V509 Кассиопеи и Омикрон 1 Центавра. Другие классифицируются как гигантские звёзды, но самым ярким примером является LU Водолея с амплитудой в семь величин.
Большинство SRS-переменных были обнаружены в глубоких крупномасштабных обзорах неба, но есть также и видимые невооруженным глазом: V428 Андромеды, AV Овена и EL Рыбы.

## Внешние ссылки
- (англ.) EU Delphini and the Small-Amplitude Pulsating Red Giants
- (англ.) Y Lyncis
- (англ.) Pulsating variable stars and the H-R diagram